# Palacio de Vigil de Quiñones
El palacio de Vigil de Quiñones o Del Moral está situado en el concejo asturiano de Sariego.

## Historia
Su fundación se remonta al siglo XVII por orden de Bernabé de Vigil el Viejo quien amplió una de las torres del siglo XVI.

## Descripción
Es un edificio formado por dos torres cuadradas de tres alturas unidas por un edificio de dos alturas con galería de madera en el piso superior y arquería en la inferior. En las dos torres se pueden observar dos escudos heráldicos.
Dentro de la finca propiedad del palacio se encuentra la capilla de San Roque.